# Medalha da Abolição
A Medalha da Abolição é a mais alta honraria concedida pelo Governo do Estado do Ceará.
A comenda, instituída em 1963, reconhece o trabalho relevante de brasileiros para o Estado do Ceará ou para o Brasil. A escolha é feita por uma comissão, instituída em um decreto. O Governo do Ceará homenageia as personalidades importantes que ajudaram a construir a história do Ceará e que se destacaram de alguma forma no cenário nacional.

## Histórico
Em 25 de março de 1884, Francisco José do Nascimento, o pescador e marinheiro conhecido como Chico da Matilde teve a coragem de dizer: “a partir desta data não se embarcam mais escravos nos portos do Ceará”. Assim era decretada a abolição da escravatura no Ceará, quatro anos antes da promulgação da Lei Áurea, em 1888. A atitude do cearense, que posteriormente ficou conhecido como o Dragão do Mar, é a inspiração para atitudes de grandes homens e mulheres que até hoje se destacam no cenário nacional e no Ceará.
A Medalha da Abolição foi instituída pela lei estadual nº 6454 de 9 de agosto de 1963 em alusão ao ato de Francisco José do Nascimento, o Dragão do Mar.

## 2016 e 2017
- Ciro Ferreira Gomes
- Napoleão Nunes Maia Filho
- Carlos Francisco Ribeiro Jereissati
- Luiza de Teodoro Vieira
- Valton de Miranda Leitão
- Francisco Alemberg de Souza Lima (Alemberg Quindins)

## 2014 e 2015
- Maria da Penha Maia Fernandes
- José Huygens Parente Garcia
- Fausto Nilo Costa Júnior.

## 2012 e 2013
- Yolanda Vidal Queiroz e Francisco Ivens de Sá Dias Branco, Maria Adísia Barros de Sá e a Francisco Anysio de Oliveira de Paula Filho (in memoriam).